# 솔송나무
솔송나무는 구과목 소나무과의 식물이다. 학명은 Tsuga sieboldii이다.
영어로는 Southern Japanese Hemlock이다. 속명 자체가 한자‘栂’를 일본어로 읽은‘Tsuga’로 일본 원산으로 알려져 있다. 1861년 이래로 유럽과 북미에서 관상수로 심는다고 한다.
늘푸른 바늘잎나무이며 20~30m까지 자란다. 나무껍질은 회갈색이며 가지가 수평으로 퍼진다. 잎은 주목과 비슷한 선형으로 끝이 약간 패고 앞면은 윤기가 나며 짙은 녹색이고, 뒷면에는 회백색의 숨구멍줄이 두 개 있다. 암수한그루로 꽃은 가지 끝에 달리며 4~5월에 핀다.

## 같이 보기
- 태하동의 솔송나무, 섬잣나무, 너도밤나무 군락